# Rhamnus tonkinensis
Rhamnus tonkinensis är en brakvedsväxtart som beskrevs av Pitard. Rhamnus tonkinensis ingår i släktet getaplar, och familjen brakvedsväxter. Inga underarter finns listade i Catalogue of Life.